# Teatret ved Ringvejen
Teateret ved Ringvejen er en dansk satire tv-serie, der kørte på DR2 i 2006. Serien handler om et kommunalt amatørbørneteater i Hvidovre, der kæmper med stress, dårlig økonomi og interne intriger under opsætningen af Dyrene i Hakkebakkeskoven. Manuskriptet til serien blev skrevet af Rune Tolsgaard og Esben Pretzmann (kendt fra Drengene fra Angora) og instrueret af Tolsgaard.

## Handling
I serien følger vi blandt andre teaterlederen Steffen (Uffe Rørbæk) og hans kamp for at få teaterets noget skrantende økonomi til at hænge sammen. Dette bliver ikke lettere da den nye mand i Kommunens kultur- og fritidsforvaltning ikke, som sin forgænger, er indstillet på at blive ved med at poste penge i teateret.
Vi følger også instruktøren Bo (Niels-Martin Eriksen), der gik ned med stress i sidste sæson under opsætningen af Folk og røvere i Kardemomme by. Med psykologhjælp i bagagen er han tilbage, men kæmper stadig for at komme til at fungere i rollen som instruktør.
Teaterets teknikstab kæmper også for at få tingene til at fungere. Teaterets teknikansvarlige, Carsten (Søren Malling), har haft et problem med et lysloft, der ikke var blevet sat ordentlig fast og derfor rev sig løs under en forestilling og røg ned i hovedet på de børn, der overværede forestillingen. På den baggrund er der blevet hentet forstærkning ind, i form af den nyuddannede kvindelige teknikassistent, Anja, hvilket bestemt ikke huer teknikchefen.

## Medvirkende

### Folk på teatret
- Jack Gammelgaard - Dan Nielsen
- Maibritt - Helle Dolleris
- Steffen Højbjerg - Uffe Rørbæk
- Nis - Jesper Rofelt
- Bo Sørensen - Niels-Martin Eriksen
- Carsten - Søren Malling
- Anja - Christine Exner
- Brian - Hjalte Flagstad
- Bodil Vamdrup - Lene Poulsen
- Michael Skov - Lars Torpp Thomsen

### Andre medvirkende
- Erling - Bent Kaiser
- Kent Pedersen - Rune Tolsgaard
- Derek Johnston - Esben Pretzmann
- René Falk  - Simon Kvamm
- Jan Dahl - Kasper Eistrup
- Margrethe - Karin Flensborg